# Скиллий
Ски́ллий, также Скиллид или Скиллис (др.-греч. Σκυλλίης или Σκύλλις или Σκύλλος) — древнегреческий ныряльщик V века до н. э. (эпоха греко-персидских войн). Упоминается Геродотом и Павсанием, однако их свидетельства существенно различаются. Рассказ о Скиллии и его дочери может рассматриваться как первое в истории упоминание о применении боевых пловцов.

## Детали биографии
Происходил из Скионы — небольшого полиса на полуострове Халкидики. Согласно Геродоту, лучший ныряльщик своего времени, многие рассказы о котором очень похожи на выдумку, но «некоторые же из них всё-таки правдивы». Первоначально служил персам и после сильной бури у Пелиона, где были потеряны многие корабли, поднял со дна бо́льшую часть персидских сокровищ, при этом многое присвоив. Перед битвой при Артемисии Скиллий перебежал к грекам (ранее такой возможности не представлялось) и рассказал им о планах персов: отправить часть сил вокруг Эвбеи, чтобы запереть выход из пролива Эврип и окружить объединённый греческий флот. Геродот передаёт легенду о том, что Скиллий погрузился в море в Афетах (бухта при входе в Пагасейский залив) и впервые вынырнул на поверхность только у мыса Артемисия на Эвбее, то есть якобы проплыл под водой около 80 стадиев (более 14 км). Однако сам «отец истории» полагает, что это преувеличение, и на самом деле Скиллий прибыл в расположение греческого флота «на какой-нибудь лодке». Полученная греческим командованием информация помогла избежать поражения.
Павсаний же сообщает, что Скиллий был «известен тем, что мог нырять в очень глубоких местах», и у него была дочь Гидна, которую он обучил своему ремеслу. Когда персидский флот был захвачен у Пелиона внезапно разразившейся бурей, отец и дочь «довели его до гибели», вытаскивая со дна якоря и обрезая якорные канаты. За это амфиктионы посвятили Скиллию и Гидне статуи в храме Аполлона в Дельфах — Павсаний, побывавший здесь более чем через 600 лет после описываемых событий, видел статую Скиллия стоящей рядом со статуей Горгия. Изображение же Гидны попало в число тех скульптур, которые Нерон забрал из Дельф в Рим.

## В литературе и искусстве
По свидетельству Плиния Старшего, некий художник Андробий (других упоминаний о нём не сохранилось) написал Скиллия (лат. Scyllus), разрубающего якорные канаты персидского флота. В соответствии с описанием Плиния излагается этот подвиг Скиллия в эпиграмме поэта I века н. э. Аполлонида Смирнского (здесь он, как и у Плиния, назван «Скилл» — Σκύλλος). Афиней упоминает об одном ямбическом стихотворении Эсхриона (IV век до н. э.), где говорится о том, что морской бог Главк влюбился в Гидну, дочь водолаза Скиллия.
Скиллий является главным героем рассказа А. И. Немировского «Гидна» (сборник «Белые, голубые и собака Никс», 1966)
и второстепенным персонажем в романе В. П. Поротникова «Последний спартанец. Разгромить Ксеркса!» (2014). В художественном фильме «300 спартанцев: Расцвет империи» (2014, режиссёр Ноам Мурро) роль Скиллия исполнил Каллэн Мулвей.

## Память
В честь Скиллия назван ежегодный заплыв, который проводится в Лимни (дим Мандудион-Лимни-Айия-Ана, Греция) с 2011 года. А 4—6 сентября 2020 года, в год 2500-летия подвига Скиллия, в Пефки (дим Истиея-Эдипсос) близ мыса Артемисий состоялся марафонский заплыв «The Authentic Marathon Swim» на дистанциях до 10 км, посвящённый памяти древнегреческого ныряльщика и его дочери.